# ویلهلم کرایس
ویلهلم کرایس (آلمانی: Wilhelm Kreis؛ ‏ ۱۷ مارس ۱۸۷۳ – ۱۳ اوت ۱۹۵۵) معمار برجستهٔ اهل آلمان و استاد دانشگاه در رشتهٔ معماری بود. وی در دوران ۴ سیستم حکومتی در این کشور فعال بود: دورهٔ ویلهلمین، جمهوری وایمار، آلمان نازی و آغاز برقراری آلمان غربی.

## نگارخانه

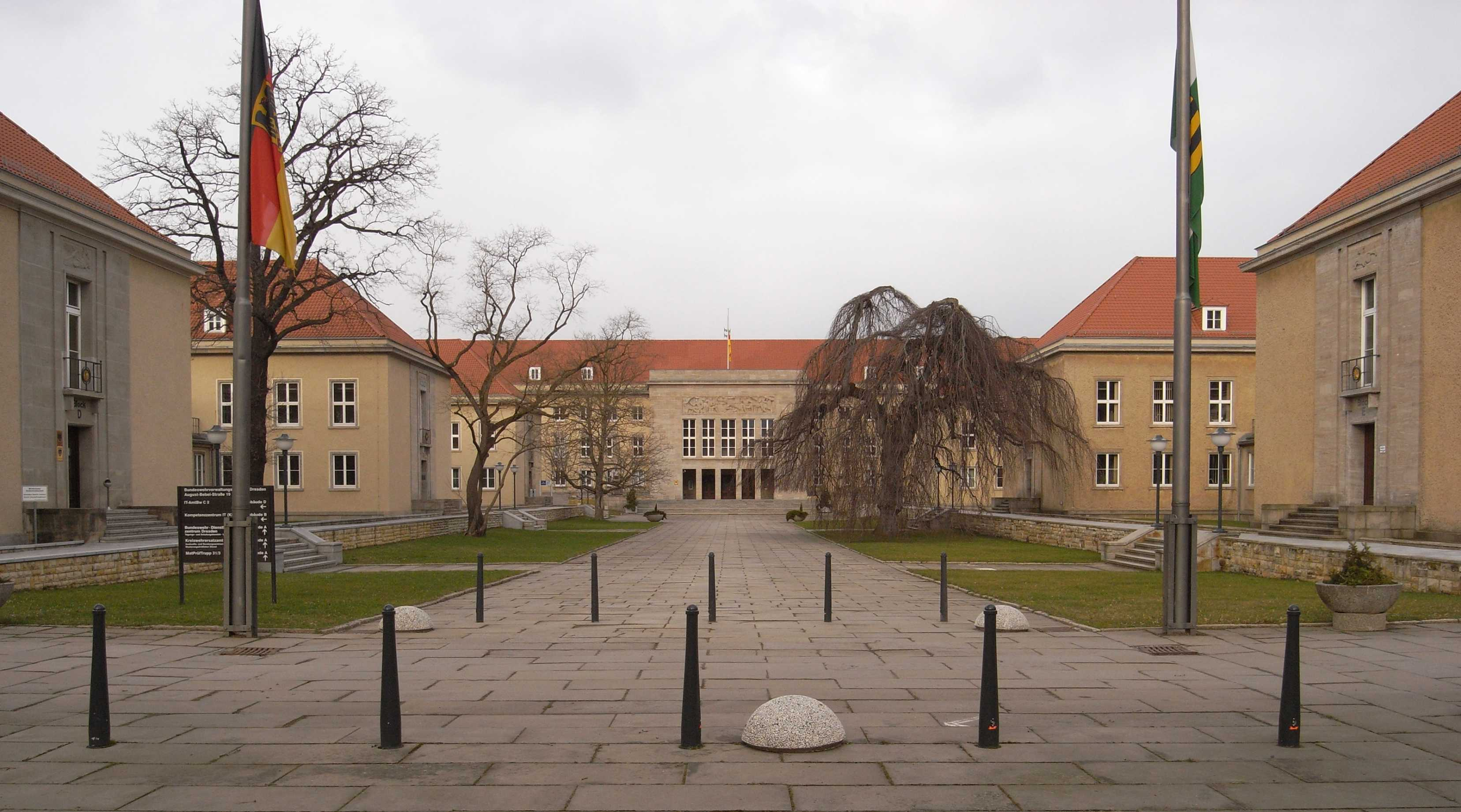
ساختمان فرماندهی چهارم لوفت‌وافه- در درسدن، ۱۹۳۵–۱۹۳۸
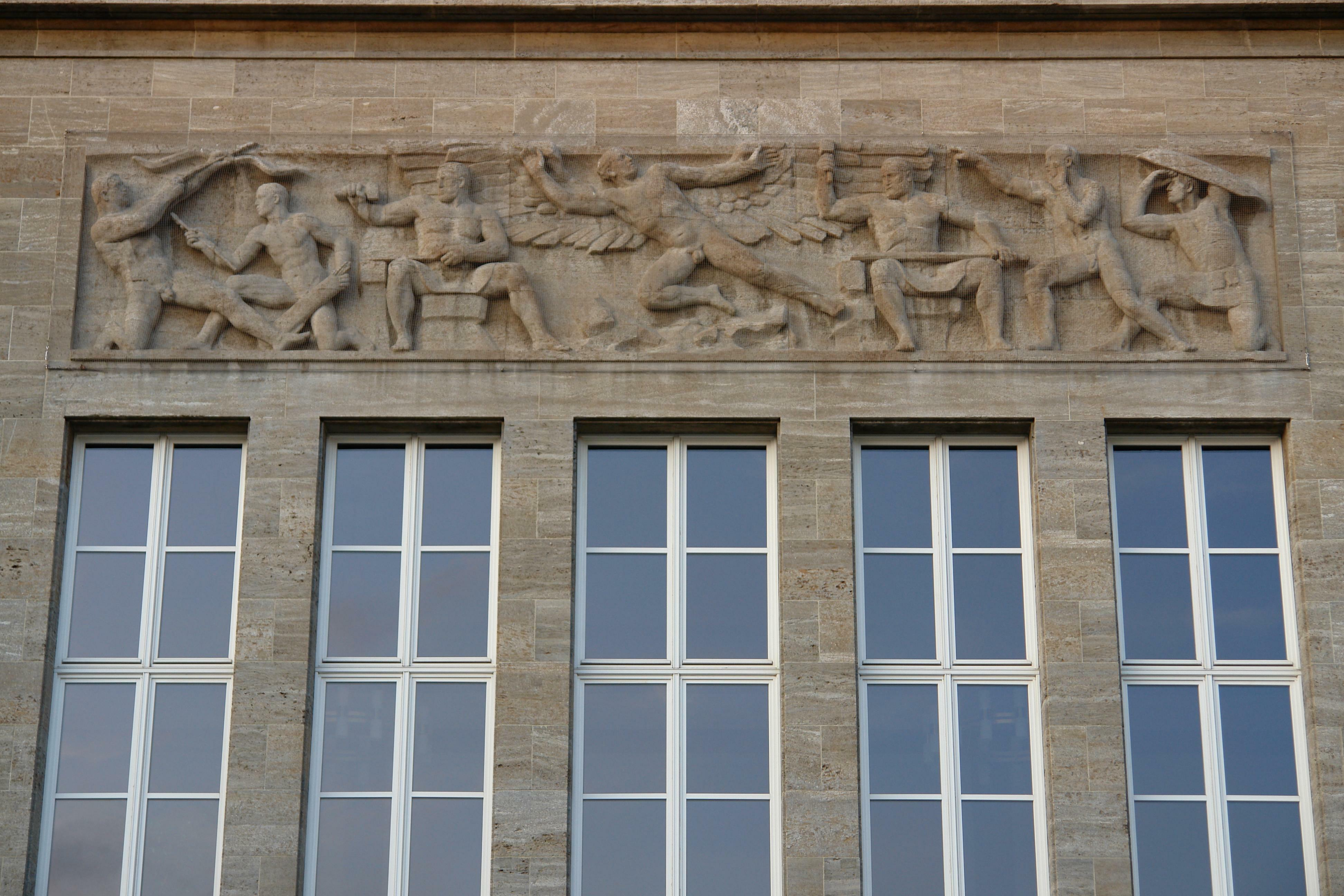
نقش‌برجسته با  ایکاروس،  ولکان و جنگاوران،  ۱۹۳۷
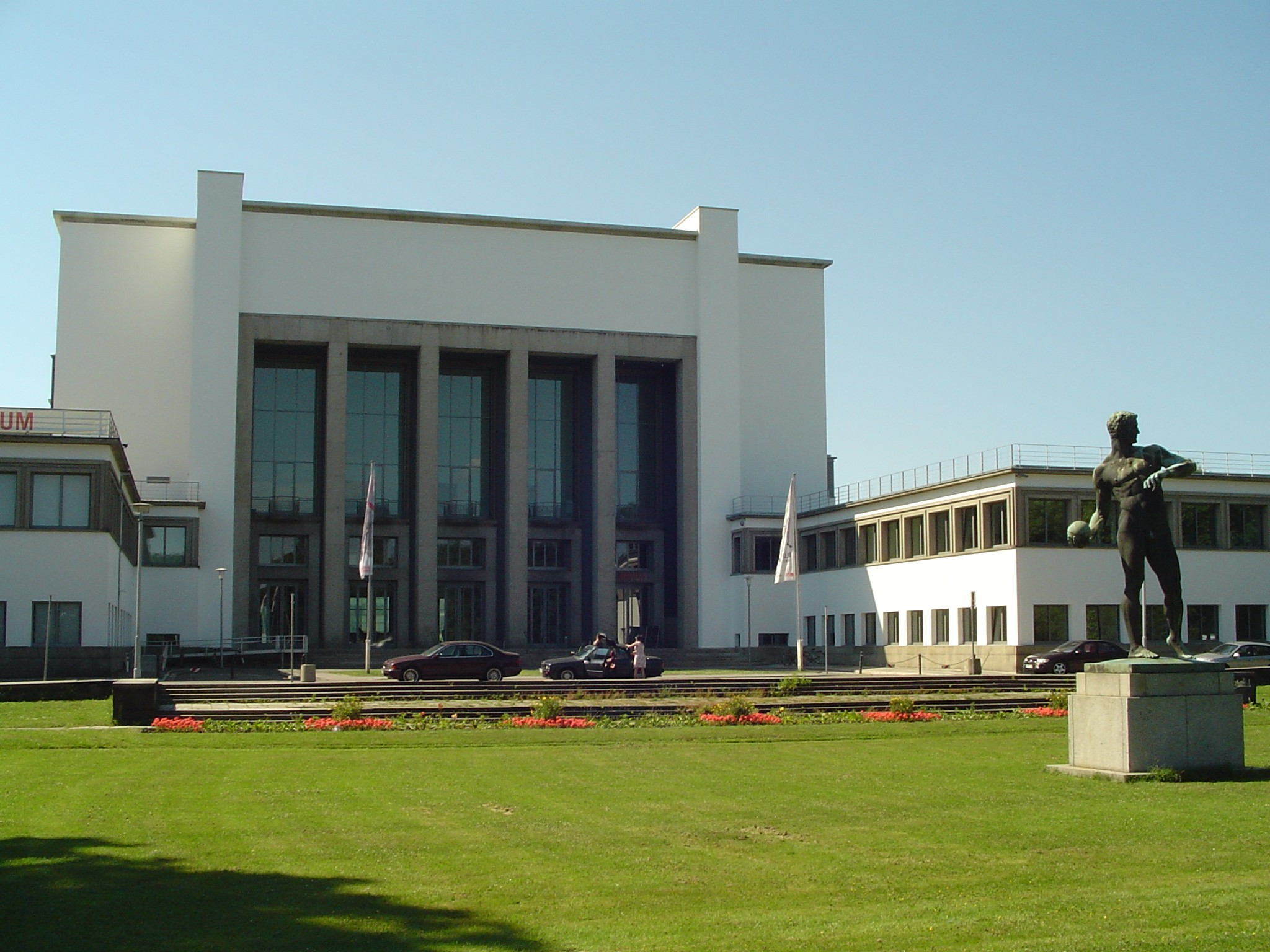
موزهٔ بهداشت درسدن،  ۱۹۳۰
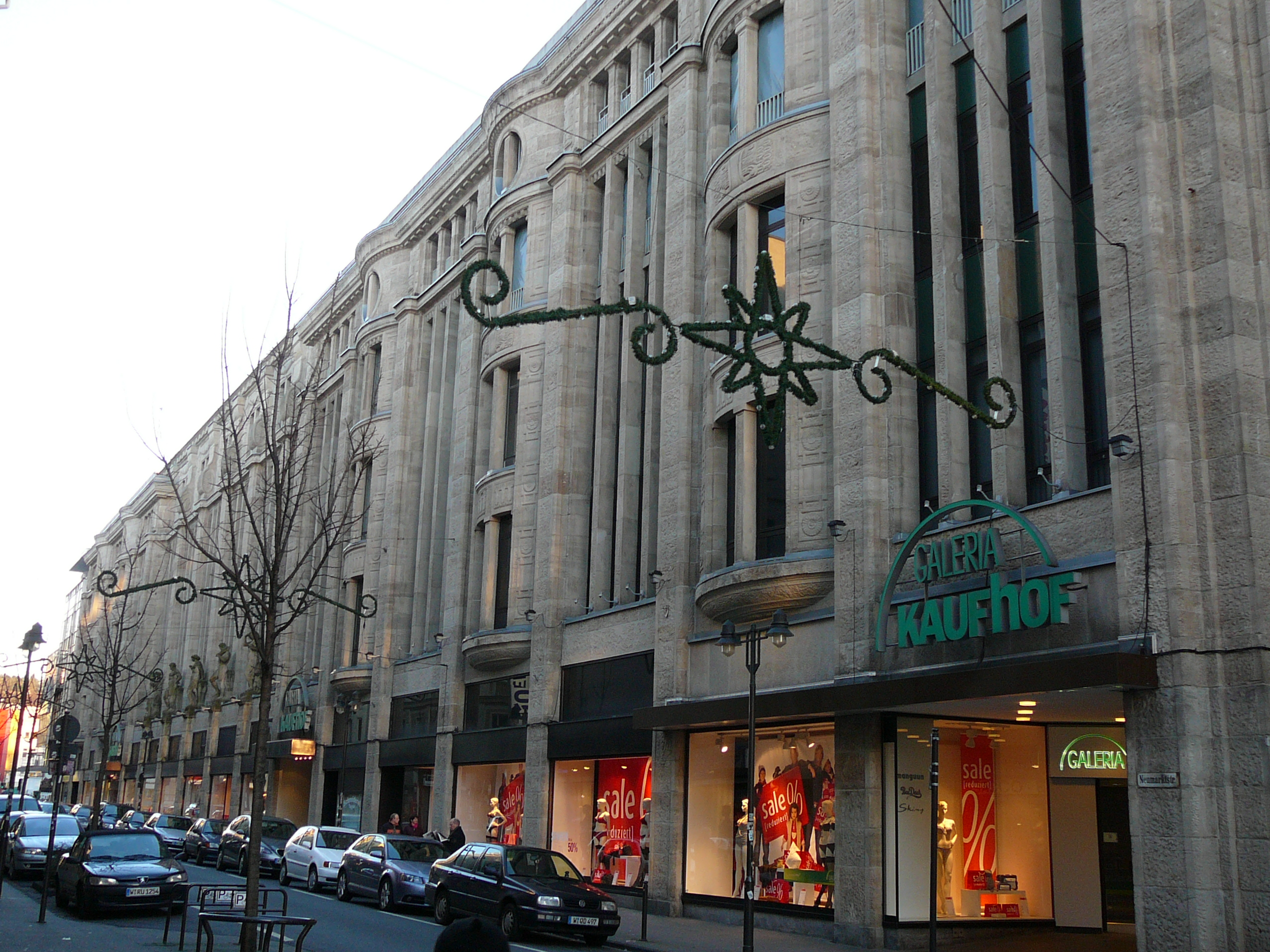
ساختمان فروشگاه تایتس در ووپرتال،  ۱۹۱۱–۱۹۱۲
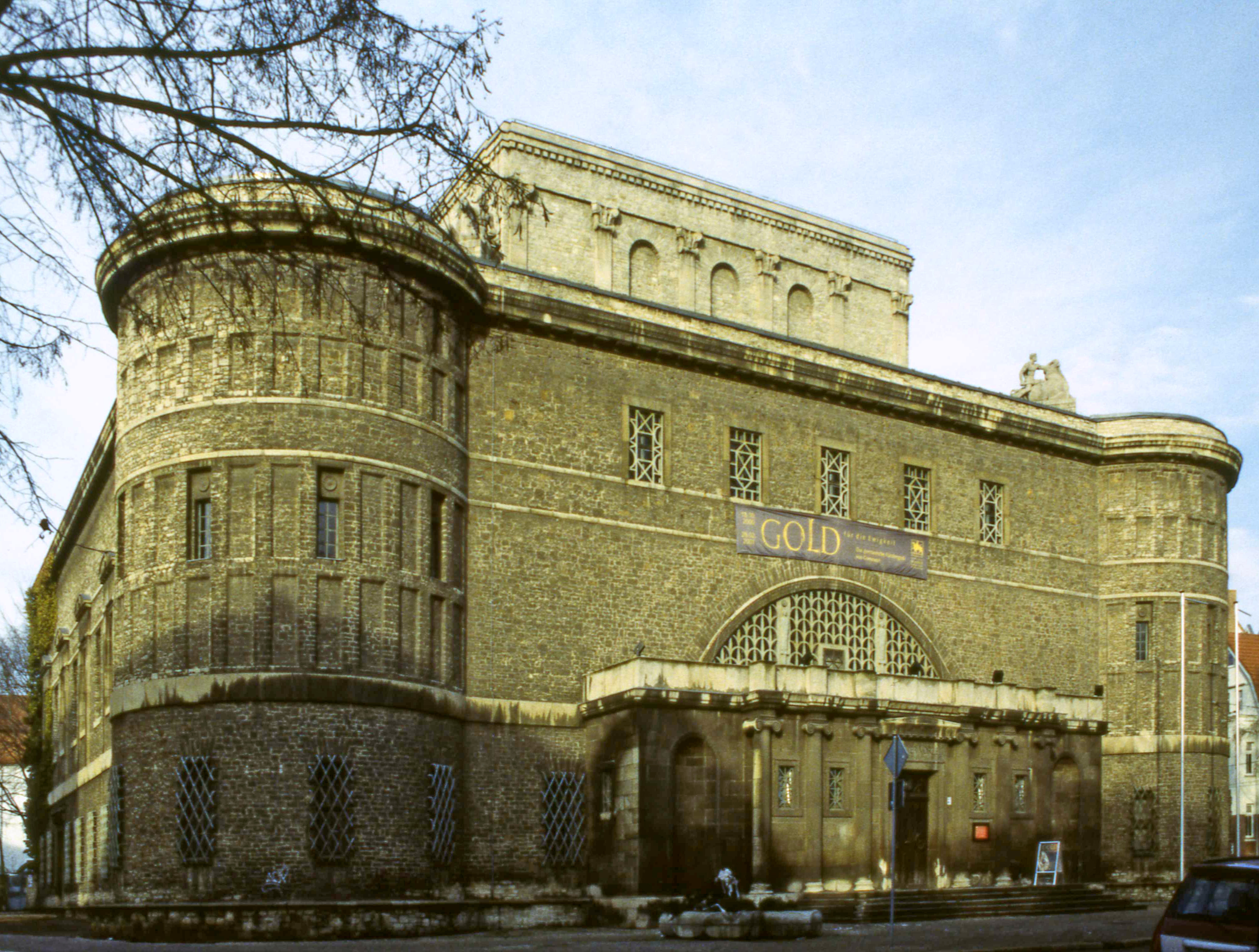
موزهٔ آغاز تاریخ در هاله، ۱۹۱۱–۱۹۱۳
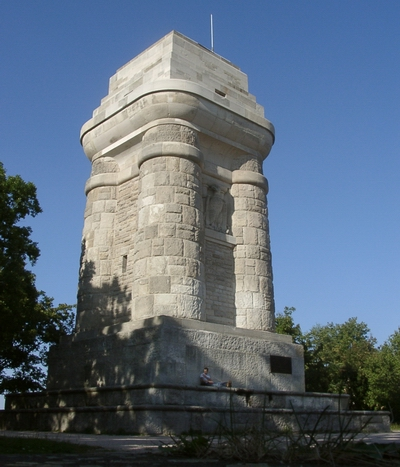
برج بسمارک ۱۹۰۴ در  اشتوتگارت

## بیشتر بخوانید
George L. Mosse, The Nationalization of the Masses: Political Symbolism and Mass Movements in Germany from the Napoleonic Wars through the Third Reich (New York: Howard Fertig, 1975).